# On Thorns I Lay
On Thorns I Lay é uma banda de death/doom metal e Metal gótico  grega, fundada em 1992 em Atenas.
Eles começaram sua carreira sob o nome de Paralysis (1992–1993) e depois como Phlebotomy (1993–1994), antes de adotarem o nome definitivo On Thorns I Lay em 1994. A banda passou por várias facetas estilísticas ao longo de sua carreira. Começaram com Brutal Death Metal em seus primeiros dias e depois migraram para um estilo Blackened Death-Doom Symphony com seu primeiro EP. Após experimentos estilísticos com Death/Doom em suas primeiras gravações, a banda adotou um som mais Gothic e acessível ao mainstream com o álbum Crystal Tears (1999). On Thorns I Lay faz parte das primeiras bandas da onda Gothic-Doom que sistematizaram o estilo de canto contrastante conhecido como o "A Bela e a Fera"("Beauty and the Beast"), que se tornou popular no final dos anos 1990. O sociólogo Fabien Hein, pesquisador e especialista em estudos de Metal, considera a banda pioneira no desenvolvimento do que ele chama geralmente de "Metal atmosférico", juntamente com bandas como Tiamat e The Gathering. No final da primeira parte de sua carreira, nos primeiros anos 2000, a banda mudou para um estilo de Rock-Metal mais reduzido e melancólico. Em 2015, eles se reuniram e gradualmente retornaram ao estilo Doom-Death de suas origens. Desde a reunião, eles lançaram três álbuns. Um novo álbum está previsto para outubro de 2023. É importante notar que o grupo passou por uma separação nos anos 2021–2022. Vários de seus membros, incluindo o vocalista, o guitarrista e o ex-baterista, deixaram a banda para reformar sua formação original, Phlebotomy, revivendo assim uma encarnação anterior da banda e lançando um álbum em 2023.
Ao longo dos anos, a banda tocou na Grécia e na Europa ao lado de bandas como Dream Theater, In Flames, Anathema, Amorphis, Katatonia, Tiamat, The Gathering, Satyricon, Septic Flesh e muitas outras.

## Integrantes

### Formação Atual
- Peter "Invoker" Miliadis (Vocal/Baixo) (desde 2021)
- Chris Dragamestianos (Guitarra) (desde 1992)
- Nikolas Perlepe (Guitarra) (desde 2022)
- Antonis Ventouris (Teclados) (desde 2003)
- Stelios Darakis (Bateria) (desde 2019)

### Ex-membros

#### Vocais Masculinos
- Thodoris Papadopoulos (2021) - Substituto temporário para apresentações ao vivo em 2021
- Stefanos Kintzoglou (cada álbum até Thenos, exceto Egocentric) (1992-2021)
- Minas Ganeau (Egocentric e Precious Silence) (2003-2006)

#### Vocais Femininos
- Ruby Bouzioti (2018) - ao vivo
- Anna (2015) (Eternal Silence)
- Maxi Nil (Vocal) (Precious Silence e Eternal Silence) (2003-2015)
- Sofia Koutsaki (Egocentric) (2002-2003)
- Marcela Buruiana (Crystal Tears, Future Narcotics e Angel Dust) (1999-2002)
- Claudia J. (Future Narcotics) (2000-2001)
- Georgia Grammatikou (Vocal em Orama) (1996–97)

Narrador
- Penelope Anastasopoulou (2019-2020) - (Narradora em estúdio para Threnos)

#### Guitarra
- Fillipos Koliopanos (2020-2022)
- Akis Pastras (2017-2020) (Aegean Sorrow e Threnos)
- Minas Ganeau (Egocentric e Precious Silence) (2003-2006)
- Thanazis Hatzaiagapis (Guitarra principal) (Orama)

#### Viola
- Elena Doroftei (em Crystal Tears, Future Narcotics e Angel Dust) (1999-2002)

#### Violino
- Alex Papadiamantis (2018-2020)
- Labros Kiklis (2015-2017)

#### Teclados
- Ionna Doroftei (1999, 2001-2002) (Crystal Tears e Angel Dust)
- Mihail Coran (2000-2001) (Future Narcotics)
- Roula Mamalis (Teclados, 1997) (Orama)
- Dimitris Leonardos

#### Baixo
- Stefanos Kintzoglou (cada álbum, exceto Sounds of Beautiful Experience, Aegean Sorrow, Threnos) (1992-2021)
- Giannis Koskinas (Baixo) (2020-2022) (Álbum On Thorns I Lay de 2023)
- Jim Ramses (2017-2019)
- Michael Knoflach

#### Bateria
- Fotis Hondroudakis (1995-1997; 2002-2019) (Sounds of Beautiful Experience, Orama, Egocentric, Precious Silence, Eternal Silence, Aegean Sorrow)
- Evans M. (2000-2002) (Future Narcotics e Angel Dust)
- Andrew Olaru (1999) (Crystal Tears)
- Fernando Drăgănici

## Discografia

### Álbuns de estúdio
- 1995: Sounds of Beautiful Experience (Holy Records, Season of Mist)
- 1997: Orama (Holy Records, Season of Mist)
- 1999: Crystal Tears (Holy Records, Season of Mist)
- 2000: Future Narcotics (Holy Records, Season of Mist)
- 2002: Angel Dust (Black Lotus Records, Season of Mist)
- 2003: Egocentric (Black Lotus Records, Season of Mist)
- 2003-2012 : Precious Silence(álbum não lançado, mas disponível online no Soundcloud, que posteriormente foi retrabalhado, editado e remixado para criar um novo álbum, Eternal Silence)
- 2015: Eternal Silence (Sleazy Riders)
- 2018: Aegean Sorrow (Alone Records)
- 2020: Threnos (Season of Mist, Lifeforce Records)
- 2023: On Thorns I Lay (Season of Mist)

### EPs
- 1993: Dawn of Grief (Molon Lave Records) (Sob o nome Phlebotomy)

### Singles
- 2018: Agean Sorrow
- 2018: Erovos
- 2020: The Song of Sirens
- 2020: Erynies
- 2023: Newborns Skies

### Compilações
- 2023: From Golgotha We Rise - Sob o nome Phlebotomy - Compilação das primeiras gravações das encarnações anteriores do On Thorns I Lay sob os nomes Paralysis e Phlebotomy (EP e demos).